# Molecular Catalysis
Molecular Catalysis (abgekürzt Mol. Catal.) ist eine wissenschaftliche Fachzeitschrift, die seit 1995 dreiwöchentlich im Peer-Review-Verfahren bei Elsevier erscheint. Bis Januar 2017 erschien die Zeitschrift unter dem Titel Journal of Molecular Catalysis A: Chemical. Dabei handelt es sich – neben dem Journal of Molecular Catalysis B: Enzymatic – um einen Nachfolger des Journal of Molecular Catalysis. Die Zeitschrift behandelt molekulare und atomare Aspekte der katalytischen Aktivierung und Reaktionsmechanismen. Veröffentlicht werden Beiträge über die Heterogene Katalyse, die Homogene Katalyse, Photochemie und Elektrochemie sowie über theoretische Aspekte der Katalyse. Der Impact Factor der Zeitschrift lag 2024 bei 4,9. Chefredakteur ist Ning Yan von der National University of Singapore.